# WARMIN'
『WARMIN'』（ウォーミン）は、中西保志2枚目のオリジナル・アルバム。1993年7月21日発売。発売元は日本コロムビア。

## 解説
前作から10か月ぶりの新作は、先行シングル「想い出を閉じこめて」、リカットシングル2作「千年前から見つめていた」「LAST CALL」を収録した全10曲。

## 収録曲
編曲：富田素弘（特記以外）／鳥山雄司（3.4.9.10）
1. 想い出を閉じこめて（4:41）
  - 作詞：夏目純　作曲：都志見隆
2. Just feel it!（4:45）
  - 作詞：夏目純　作曲：富田素弘
3. 君はせつない残酷（4:09）
  - 作詞：松井五郎　作曲：都志見隆
4. 言葉でいえる愛（5:03）
  - 作詞：前田たかひろ　作曲：大森俊之
5. 千年前から見つめていた（5:01）
  - 作詞：夏目純　作曲：富田素弘
6. ガールフレンド（4:46）
  - 作詞：前田たかひろ　作曲：オズニー・メロ
7. 一日の終わりに（5:19）
  - 作詞：松井五郎　作曲：水島康宏
8. 2nd TIME（5:27）
  - 作詞：前田たかひろ　作曲：松本俊明
9. 遠くわずかなDISTANCE（4:04）
  - 作詞：松井五郎　作曲：尾関昌也
10. LAST CALL（6:07）
  - 作詞・作曲：中西保志